# Općinska nogometna liga Ravne-Brčko
Općinska nogometna liga Ravne-Brčko (Nogometno prvenstvo općine Ravne-Brčko), bila je treći rang natjecanja u ligaškom sustavu Nogometnog saveza Herceg-Bosne. Osnovana je u jesen 1995. godine nakon osnivanja Nogometnog saveza općine Ravne-Brčko, podsaveza Nogometnog savzea Herceg-Bosne.
U prvoj sezoni, 1995./96., liga je imala šest klubova. Prvak (i doprvak) je ušao u Drugu ligu Herceg-Bosne za sezonu 1996./97.

## Osvajači
(popis nepotpun)
- 1995./96. - NK Posavina 108 Bijela/NK Frankopan Špionica[2]
- 1996./97. - ?